# Iglesia de Santa María de Farfaña
La iglesia de Santa María de Farfaña está edificada sobre una colina, al lado del castillo y por encima de la población de Castellón de Farfaña en la comarca catalana de la Noguera, en la provincia de Lérida.

## Historia
En el siglo XII había un primitivo templo románico, la capilla del castillo. Esta construcción se recuperó a mediados del siglo XIV. La construcción fue impulsada en 1347 por la condesa Cecilia de Urgel y al año siguiente ya se estaba trabajando. La obra siguió bajo Pedro II de Urgel (conde entre 1348 y 1408), hijo de Cecilia y de Jaime I de Urgel.
El lugar fue sede de un priorato canonical dependiendo de la Colegiata de San Pedro de Áger.

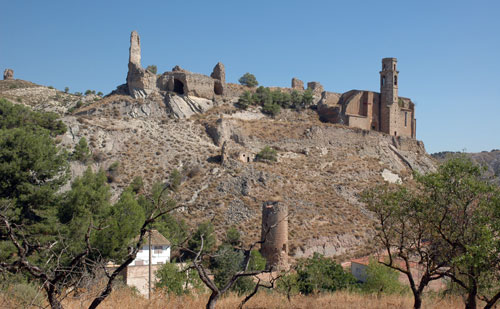
La iglesia de Santa María al lado de les ruinas del castillo

## Edificio
Se trata de un ejemplar gótico, un edificio de nave única con capillas laterales entre los contrafuertes, construidos con posterioridad. El campanario es más moderno. Tiene dos portadas, la del sur (a los pies de la nave) posiblemente sea un resto de la primitiva iglesia románica. Una segunda puerta se encuentra en el muro meridional, encarada a la población. Esta tiene una bella decoración ornamental; le falta la Virgen del tímpano, ahora en el Museo Diocesano de Lérida. También encontramos escudos heráldicos: de la familia Foix-Bearn (en 1415 Fernando I de Aragón vendió el señorío al conde de Foix) y de los Cardona, entre otros.
Su estado de conservación no es el deseable y la parte de poniente de la nave tiene la bóveda hundida.

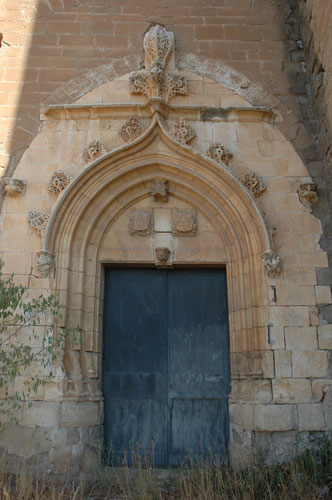
Portada de la iglesia
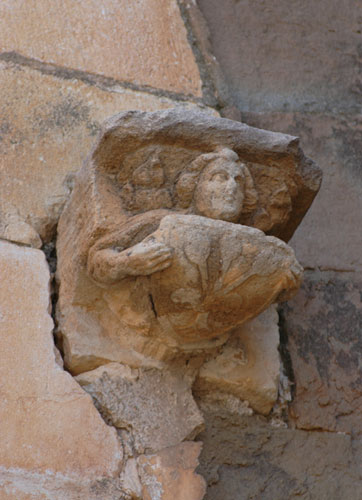
Detalle de la portada

## Biografía
- Carme Berlabé Jové L'art gòtic a Catalunya. Arquitectura II Enciclopèdia Catalana. Barcelona, 2003. ISBN 84-412-0890-5 (en catalán)
- Francesc Fité, Carles Puigferrat Catalunya romànica, vol. XVII. La Noguera Enciclopèdia Catalana. Barcelona, 1994. ISBN 84-7739-811-9 (en catalán)